# Aiolornis incredibilis
Aiolornis incredibilis de la família dels Teratornítids, va ser l'ocell nord-americà més gros conegut amb capacitat de vol (i el tercer més gros del món després d'Argentavis i Pelagornis), amb una envergadura de fins a aproximadament 5 m. S'estima que la massa corporal típica d'aquest ocell era de 23 kg, significativament més pesant que qualsevol au volant existent.
Presumptament, A. incredibilis es va extingir al mateix temps que els altres megafauna d'Amèrica del Nord. De vegades s'anomena còndor gegant per la seva semblança amb els moderns còndors de Califòrnia i d'Amèrica del Sud, tot i que és més gran i pertany a una família diferent. No es coneix bé, però és molt similar al Teratornis merriami, tot i que aproximadament un 40% més gran en general. S'han trobat fòssils des del Pliocè Antic fins al Plistocè Tardà en diverses localitats del sud-oest i centre-oest dels Estats Units d'Amèrica; no és segur que totes pertanyin a la mateixa espècie, atès el gran interval de temps i la manca d'exemplars complets.